# Annette Neubauer
Annette Neubauer (* 12. April 1963 in Düsseldorf) ist eine deutsche Kinderbuchautorin. Sie lebt in Köln.

## Biografie
Nach Abschluss eines Studiums in Bonn arbeitete Neubauer einige Jahre als Angestellte. Unzufrieden mit ihrer beruflichen Situation machte sie eine Zusatzausbildung und unterrichtete fast 10 Jahre Kinder mit Legasthenie in Gütersloh.
Zum Schreiben kam Neubauer, da ihr die vorhandenen Lehrmaterialien als unzureichend erschienen. Sie veröffentlichte ihre erste eigene Lernreihe beim KOSMOS Verlag. Seit August 2009 hat sie ihre Unterrichtstätigkeit aufgegeben und lebt als freie Kinderbuchautorin. Viele ihrer Bücher sind übersetzt worden.

## Veröffentlichungen (Auswahl)

### Kinder- und Jugendbücher
- Knuff und seine Freunde entdecken die Sprache. Sprachfördergeschichten für Kindergartenkinder, Arena Verlag
- Frau Ulkig oder Wie man Hausaufgaben richtig macht, Albarello Verlag
- Der Pirat aus der Flasche oder Wann man sich wehrt und wann lieber nicht, Albarello Verlag
- Das weiß ich über Fußball. Bildermaus-Lesewörterbuch, Loewe Verlag
- Bildermaus-Geschichten vom Geisterschloss, Loewe Verlag
- Gut gemacht, kleine Ballerina. Bilderdrache, Loewe Verlag
- Das Gespenst aus der Kiste, Dudenverlag
- Bühne frei für den Frosch, Dudenverlag
- Ein Fall für den Meisterschüler. Ein Ratekrimi um Leonardo da Vinci, Loewe Verlag
- Anschlag auf die Buchwerkstatt. Ein Ratekrimi um Johannes Gutenberg, Loewe Verlag
- Im Bann der Alchemie. Ein Ratekrimi um Isaac Newton, Loewe Verlag
- Sabotage auf dem Luftschiff. Ein Ratekrimi um Ferdinand Graf von Zeppelin, Loewe Verlag
- Das rätselhafte Schwert. Ein Nibelungen-Abenteuer, Carlsen Verlag
- Die geheimnisvolle Meerjungfrau. Ein Loreley-Abenteuer, Carlsen Verlag
- Die Hexen auf dem Blocksberg. Ein Walpurgisnacht-Abenteuer, Carlsen Verlag
- Die versunkene Stadt. Ein Rungholt-Abenteuer, Carlsen Verlag
- Der Kampf mit dem Drachen. Ein Drachenstich-Abenteuer, Carlsen Verlag
- Der Schatz der Piraten. Ein Störtebeker-Abenteuer, Carlsen Verlag
- Das gruselige Burggespenst. Ein Eifel-Abenteuer, Carlsen Verlag
- Der Neue, Klett Verlag
- So was von fies! Ueberreuter Verlag
- Erst ich ein Stück, dann du. Finde dein Abenteuer! Im Schloss der Vampire, cbj Verlag
- tiptoi Expedition Wissen: Ägypten, Ravensburger Verlag
- Engel Berti. Ein Vorleseprojekt für die Adventszeit, Hase und Igel
- Die Ratte muss weg. Susi Supergirl, Ueberreuter Verlag
- Einmal Papa und zurück. Susi Supergirl, Ueberreuter Verlag
- Fee Federleicht und das Einhorn, Ravensburger Verlag
- Spuk auf Burg Finsterfels, Fischerverlage
- 16 stimmungsvolle Mini-Adventsgeschichten. Vorlesegeschichten zu Weihnachtsbräuchen mit spielerischen Angeboten zur Vertiefung, AOL Verlag
- Starke Heldinnen, Ravensburger Buchverlag
- Leselöwen – ABC Geschichten – Das A findet Freunde, Loewe Verlag
- Leselöwen – ABC Geschichten – Das Rätsel um das verschwundene E, Loewe Verlag
- Leselöwen – ABC Geschichten – Alle Buchstaben, fertig, los, Loewe Verlag
- Die Drachenreiter-Schule, Ravensburger Buchverlag
- Achtung! Feuerwehr im Einsatz, Loewe Verlag
- Girls for Future. Du kannst die Welt verändern, EMF Verlag
- Alarm auf der Weltraumstation, Loewe Verlag
- Emma und das Einhorn, Ravensburger Buchverlag
- Prinzessin Lilly und die Räubertochter, Ravensburger Buchverlag
- tiptoi Zauberwald. Ein Lese-Lausch Abenteuer, Ravensburger Buchverlag
- tiptoi Tiefsee. Ein Lese-Lausch Abenteuer, Ravensburger Buchverlag
- tiptoi Pocket Wissen: Dinosaurier, Ravensburger Buchverlag
- Ist doch ISY! Band 1–3, Ravensburger Buchverlag

### Lese- und Schreibförderung (Auswahl)
- Jagd nach dem Reifendieb. Logli Lernkrimis, Loewe Verlag
- Gefahr auf Burg Schreckenfels. Logli Lernkrimi, Loewe Verlag
- Die Fahrrad–Erpresser. Logli Lernkrimi, Loewe Verlag
- Die Freunde vom Fußballplatz, Logli Leseförderung, Loewe Verlag
- Das Fohlen Sternchen, Logli Leseförderung, Loewe Verlag
- Schnurre, der kleine Seehund, Logli Leseförderung, Loewe Verlag
- Förderspiele Lesen. Heft 1–3, Lentz im Kosmos Verlag
- Lesen fördern in der Grundschule, Dudenverlag
- Trainingsprogramm Lesen. AOL Verlag

### Lese-Rechtschreibschwierigkeiten (Auswahl)
- LRS? Ein Trainingsprogramm für die Sekundarstufe, AOL-Verlag
- Was tun? Gezielte Hilfe bei Lese-Rechtschreibschwierigkeiten, AOL-Verlag
- Lese- und Rechtschreibschwäche, Heft 1–3, Lentz im Kosmos Verlag
- LRS? Typische Fehlerquellen anpacken, AOL Verlag